# Jurij Pokalczuk
Jurij Pokalczuk, ukr. Ю́рій Володи́мирович Покальчу́к (ur. 24 stycznia 1941 w Krzemieńcu, zm. 10 września 2008 w Kijowie) – ukraiński pisarz, tłumacz, naukowiec, doktor filologii, dyrektor międzynarodowego oddziału Narodowego Związku Pisarzy Ukrainy w latach 1994-1998.

## Życiorys
Jurij Pokalczuk urodził się w Krzemieńcu jako syn dialektologa Wołodymyra Pokalczuka. Dzieciństwo i młodość spędził w Łucku, gdzie skończył szkołę i Łucką Akademię Pedagogiczną. Później studiował na Uniwersytecie Leningradzkim.
- od 1976 r. – członek Związku Pisarzy Ukraińskich,
- od 1994 r. do 1998 r. – dyrektor międzynarodowego oddziału Narodowego Związku Pisarzy Ukrainy,
- od 1997 r. do 2000 r. – dyrektor Zrzeszenia Pisarzy Ukraińskich,
- od 2000 r. do 2002 r. – członek Rady Narodowej ds. telewizji i radia.

W ZSRR był pierwszym tłumaczem argentyńskiego pisarza Jorge Luisa Borgesa. Tłumaczył dzieła Hemingwaya, Salingera, Cortázara, Amado, Vargasa Llosy, Kiplinga, Rimbauda i wielu innych, napisał 17 książek fabularnych. Znał 11 języków obcych, biegle władał polskim, angielskim, hiszpańskim i francuskim.

## Dzieła
- Chto ty? (Хто ти?)
- Zaraz i zawżdy (Зараз і завжди)
- Kolorowi mełodiji (Кольорові мелодії)
- Kawa z Matahalpy (Кава з Матагальпи)
- Czas prekrasnyj (Час прекрасний)
- Szabla i Striła (Шабля і Стріла) (2003)
- Moderat (Модерат)
- Ozernyj witer (Озерний вітер)
- Te, szczo na spodi (Те, що на споді)
- Taksi bluz (Таксі блюз) (2003)
- Okrużna doroha (Окружна дорога) (2004)
- Zaboroneni ihry (Заборонені ігри) (2005)
- Pamoroczływyj zapach dżunhliw (Паморочливий запах джунглів) (2005)
- Chulihany (Хулігани) (2006)
- Kama Sutra (zibrannia tworiw) (Кама Сутра (зібрання творів)) (2007)
- Ne nastupajte na lubow (zbirka wirsziw) (Не наступайте на любов (збірка віршів)) (2007)

## Prace naukowe
- Samotnie pokolinnia (Самотнє покоління)
- Na szlachu do nowoji swidomosti (На шляху до нової свідомості)
- Suczasna łatynoamerykanśka proza (Сучасна латиноамериканська проза)